# 4029 Бріджес
4029 Бріджес (4029 Bridges) — астероїд головного поясу, відкритий 24 травня 1982 року.
Тіссеранів параметр щодо Юпітера — 3,435.